# Ludwig Fischer (Theologe)
Ludwig Fischer (* 30. Mai 1890 in München; † 3. Januar 1957 in Bamberg) war ein deutscher katholischer Theologe.

## Leben
Nach der Promotion zum Dr. theol. in München 1918 und Habilitation an der Universität München 1920 war er Professor für Kirchengeschichte und Patrologie von 1920 bis 1955 am Lyzeum und an der PTH Bamberg.

## Werke
- Die kirchliche Quatember. Ihre Entstehung, Entwicklung und Bedeutung in liturgischer, rechtlicher und kulturhistorischer Hinsicht. 1914.
- Meine übersinnlichen Erlebnisse. 1915.
- Lebensquellen vom Heiligtum. Lesungen für Freunde der Liturgie. 1920.
- Hrsg.: St. Heinrichs Lob. Lebenslauf – Gebete – Lieder Aus alter und neuer Zeit gesammelt. 1924.
- Columba Schonath und ihre Stigmatisation. 1924.
- Fatima – das portugiesische Lourdes. 1930.
- Sahagun und Toledo. 1931.
- Fátima im Lichte der kirchlichen Autorität. 1931, 1934.
- Hyazintha, die kleine Blume von Fatima. 1934.
- Die Botschaft unserer lieben Frau von Fatima. 1937.
- Studien um Bamberg und Kaiser Heinrich II. 1954.
- Heinrich II. und der Ideenreichtum des Bamberger Domes. 1955.
- Heinrich II. und der historische Ideenreichtum des Bamberger Doms. 1955.